# Дочь (фильм)
«Дочь» — российский художественный фильм, снятый в 2012 году.

## Сюжет
В тихом провинциальном городке за год происходит несколько убийств молодых девушек. Одной из жертв становится дочь священника Фомина. Помощник прокурора Титов, сестра которого также раньше была убита, приходит к следователю Бахметьеву, который ведёт дело о серийном убийце, и обвиняет его в том, что по делу нет продвижения.
В школу, где учится сын священника Илья, приходит новая девушка Маша Ветрова. Она заводит дружбу со скромной Инной Крайновой и говорит ей, что постарается «закадрить» Илью. Во время подготовки к поминкам Маша начинает целоваться с Ильёй, после чего вынуждена уйти. Инне Маша даёт посмотреть эротический журнал, который вечером находит и рвёт отец Инны.
Крайнов воспитывал дочь и маленького сына Вову один, его жена несколько лет назад умерла (как говорит Инна Маше, случайно выпив не те таблетки). Он работает на хлебокомбинате. Одну из работниц комбината, Галину, хотят уволить, потому что у неё нет гражданства. Крайнов предлагает ей оформить с ним фиктивный брак, а после получения гражданства расторгнуть его, при условии, что жить вместе они не будут.
Однажды вечером Маша зовёт Инну на дискотеку, та не без колебаний соглашается, пока отца нет дома. По дороге Маша признаётся Инне, что у неё больше никого нет (мать Маши пьёт и приводит в дом мужчин), и просит Инну не бросать её. На дискотеке Инна теряет Машу, а потом на улице видит, что отец едет домой на велосипеде. Она бежит домой, чтобы успеть до отца. Утром выясняется, что Маша была убита возле дискотеки. После смерти Маши Инна и Илья сближаются и много времени проводят вместе.
Крайнов признаётся священнику в том, что девушек убивал он, и требует, чтобы Илья не встречался с Инной. Бахметьев узнаёт, что Фомин может знать о том, кто убийца, однако священник не хочет раскрыть тайну исповеди. Однако жена священника, слышавшая разговор с Крайновым, рассказывает об убийце полиции.
Крайнова арестовывают, он признаётся в убийствах девушек и своей жены: по его словам, жена вела себя «неподобающим образом», а девушек ему было «жалко», и он хотел «очистить» их (ранее в фильме упоминалось, что на убийцу переходят все грехи его жертв). Титов забивает Крайнова до смерти в кабинете следователя. Соседи и знакомые отворачиваются от Инны, узнав о том, кто её отец. Вовку забирает служба опеки, Инна пытается покончить с собой, выпив таблетки, и впадает в кому.
Наступает зима. Илья приходит на порог церкви и молится на её ступенях. Весной Галина с поправившейся Инной забирает Вовку из детского дома. Инну и Вовку она называет своими детьми, помимо этого у неё трое своих детей. На речной пристани они встречают священника Фомина, который провожает Илью — тот уезжает куда-то далеко, и на нём подрясник.

## В ролях
- Мария Смольникова — Инна Крайнова, школьница
- Олег Ткачёв — Виктор Крайнов, отец Инны
- Владимир Мишуков — Фомин, священник
- Игорь Мазепа — Илья Фомин, сын священника
- Анастасия Имамова — жена священника
- Мария Звонарёва — Галина, многодетная мать
- Кирилл Назаров — лейтенант полиции, следователь
- Евгений Ткачук — Титов, помощник прокурора
- Яна Осипова — Маша, новенькая в школе
- Алёна Кузнецова — мать Маши

## Премии, награды, фестивали
- 10-й Московский фестиваль отечественного кино «Московская премьера», 2012[1]:
  - Главный приз Общественного жюри газеты «Московский комсомолец»
  - приз за лучшую женскую роль имени Натальи Гундаревой — Марии Смольниковой
- Приз FIPRESCI на Варшавском Международном Кинофестивале
- Приз FIPRESCI на Международном Кинофестивале «Тёмные ночи» в Таллине
- Приз «Лучший дебют» на «Кинотавре», 2012
- Гран-при Международного кинофестиваля «Лучезарный Ангел»
- Гран-при Sputnik Russian Film Festival в Варшаве, 2012
- Гран-при кинофестиваля «Амурская осень», 2012
- Кинофестиваль «Виват кино России!» Санкт-Петербург, 2012[2]:
  - приз за лучшую режиссёрскую работу — Александру Касаткину и Наталье Назаровой
  - приз за лучшую женскую роль — Марии Смольниковой